# Iwan Kyrylenko

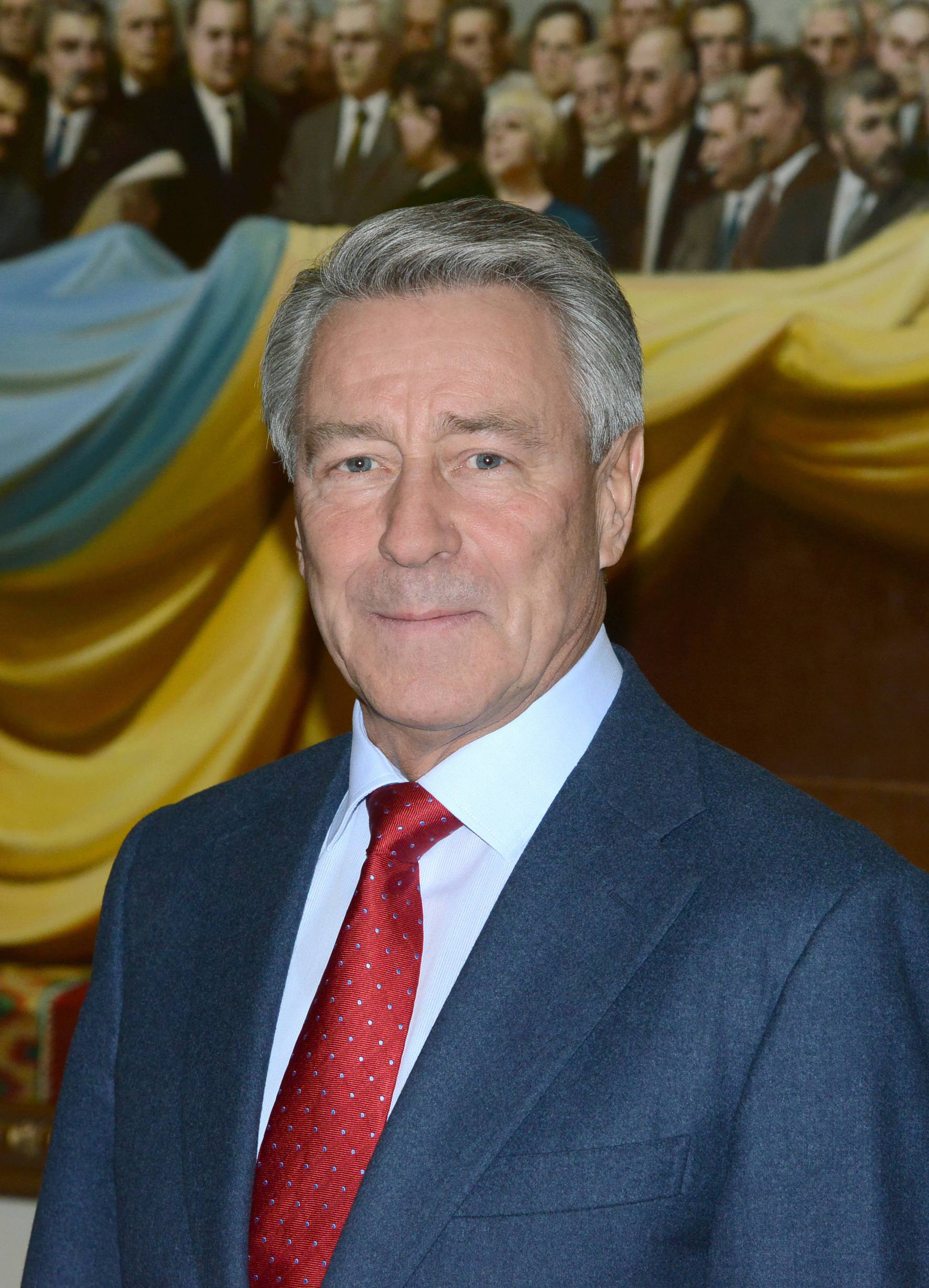
Iwan Kyrylenko, 2016

Iwan Hryhorowytsch Kyrylenko (ukrainisch Іван Григорович Кириленко; * 2. Oktober 1956 in Berestowe, Rajon Berdjansk, Oblast Saporischschja, Ukrainische SSR) ist ein ukrainischer Politiker.

## Leben
Iwan Kyrylenko studierte bis 1978 Agronom an der Staatlichen Universität für Agrarwissenschaften Dnipropetrowsk (DGAU/ДГАУ).
Er ist Kandidat der historischen Wissenschaften und seit 2001 Doktor der Wirtschaftswissenschaften.
Zwischen 1995 und November 2014 war Kyrylenko zuerst als Mitglied der Bauernpartei der Ukraine, später der Allukrainische Vereinigung „Vaterland“ Abgeordneter der Werchowna Rada, dem ukrainischen Parlament.
Vom 10. Januar 2000 bis zum 19. April 2002 war er, zuerst im Kabinett Juschtschenko und anschließend im Kabinett Kinach Landwirtschaftsminister der Ukraine. Vom 26. November 2002 bis zum 3. Februar 2005 war er Vizeministerpräsident der Ukraine im Kabinett Janukowytsch I.
Als Fraktionschef des Blok Juliji Tymoschenko (BJuT) bezeichnete er 2008 Georgien als den Aggressor im Kaukasuskrieg. Die unterschiedliche Auffassung in diesem Punkt wird als Grund des Zusammenbruchs der Koalition zwischen BJuT und dem Block Unsere Ukraine angenommen.
Kyrylenko ist korrespondierendes Mitglied der Ukrainischen Akademie der Agrarwissenschaften und Träger des Verdienstordens der Ukraine.

## Privates
Iwan Kyrylenko ist verheiratet und Vater einer Tochter.